# Деревій гостролистий
{{#ifeq:0|0|{{#if:|{{#if:Achilleaoxyloba|[[]}}|}}}}
Деревій гостролистий (Achillea oxyloba) — вид рослин із родини айстрових (Asteraceae).

## Біоморфологічна характеристика

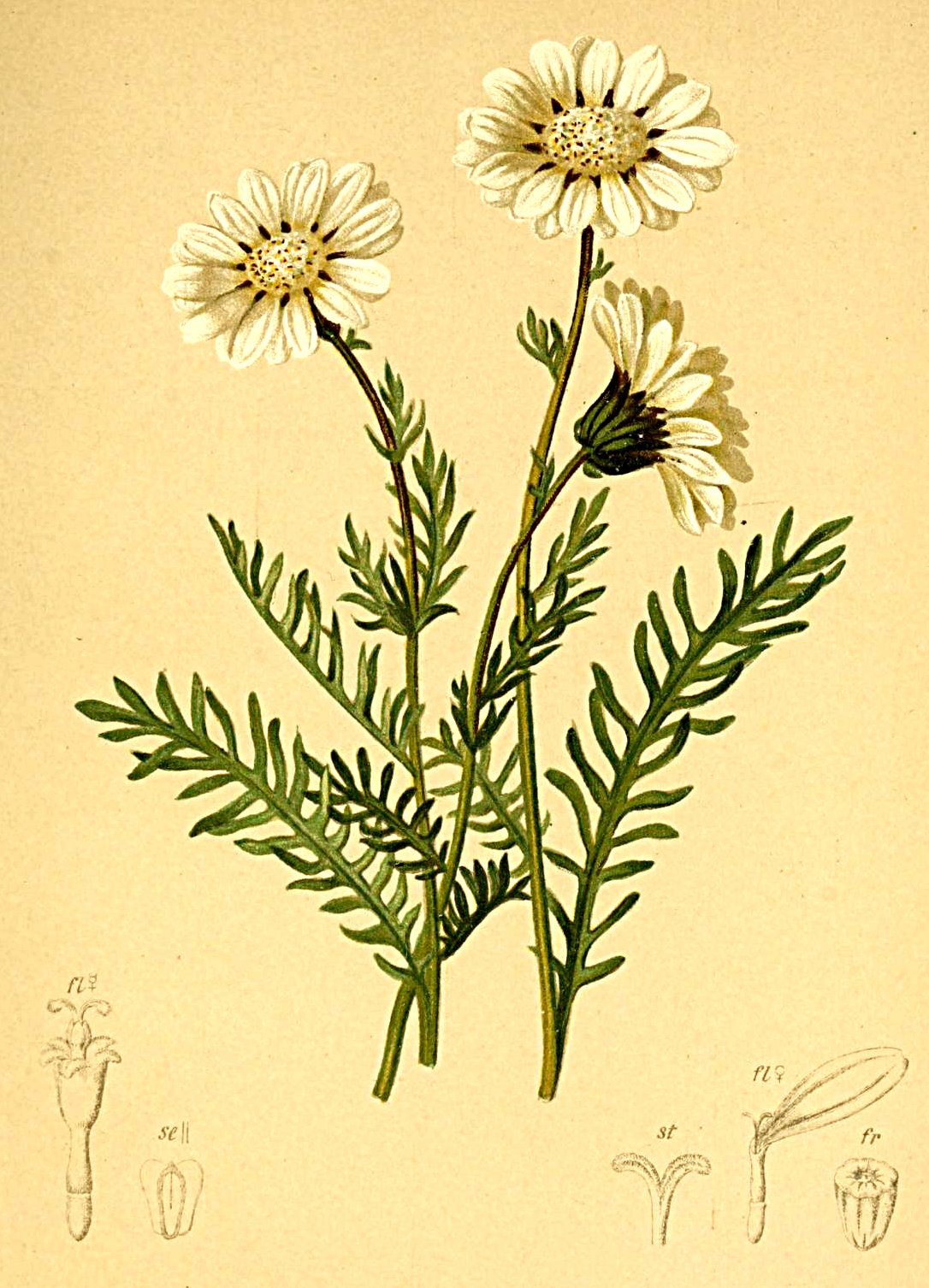

Це багаторічна кореневищна трав'яна рослина. Стебла висхідні, від майже голих до запушених, безрозеткові, 5–20 см заввишки. Нижні стеблові листки лускоподібні, лінійні, 8–10 мм завдовжки. Стеблові листки сидячі, в обрисі довгасто-еліптичні, з двічі пірчасторозсіченими пластинками й лінійними чи вузьколінійними кінцевими частками 6–8 мм завдовжки. Суцвіття — верхівкові поодинокі кошики, 15–20 мм у діаметрі. Листочки обгортки буро-коричневі. Оцвітина біла. Сім'янки сплющені, 2.5–2.8 × 0.9–1.1 мм; поверхня хвиляста, поздовжньо смугаста, блискуча, сріблястувата. Цвіте у липні–серпні, плодоносить у серпні–вересні. Розмноження переважно вегетативне, рідше насіннєве.

## Середовище проживання
Вид зростає в Альпах і Карпатах (Австрія, Італія, Румунія, Україна).
В Україні вид росте у Карпатах: на Свидівці (гг. Близниця, Флантус), Чорногорі (гг. Петрос, Піп Іван Чорногорський), Мармароші (гг. Піп Іван Мармароський) та Чивчині (г. Мокринів Камінь); населяє субальпійський та альпійський пояси.
Охороняється у Карпатському БЗ. У ЧКУ має статус «рідкісний».